# Hortêncio de Souza
Hortêncio de Souza (ur. 16 października 1916 w Porto Alegre) – brazylijski piłkarz grający na pozycji napastnika.

## Kariera klubowa
Hortêncio występował Américe Rio de Janeiro, CR Flamengo i São Paulo FC.

## Kariera reprezentacyjna
Hortêncio zadebiutował w reprezentacji Brazylii 24 marca 1940 w przegranym 3-4 meczu z reprezentacją Urugwaju, którego stawką było Copa Rio Branco 1940. Był to jego jedyny występ w reprezentacji.